# François-Thomas Germain
François-Thomas Germain (ur. 1726, zm. 1791) – francuski złotnik znany z precyzyjnych wyrobów i oryginalnych projektów, pracował głównie na potrzeby dworu królewskiego Francji.

## Kariera
Pochodził z rodziny o długich tradycjach złotniczych. Złotnikami byli jego dziadek Pierre Garmain (1645–1684) i ojciec Thomas Germain (1673–1748), wykonujący srebra na dwór w Wersalu. Po jego śmierci przejął warsztat zatrudniający osiemdziesiąt osób, a wraz z nim królewską i arystokratyczną klientelę. Mianowany został królewskim złotnikiem i uzyskał prawo do zamieszkania w Luwrze. Wykonywał m.in. zastawy stołowe, kandelabry, kałamarze w stylu rokoka, a później klasycyzmu. Ze względu na świetną reputację swoje wyroby dostarczał również na dwory carski, portugalski i książętom niemieckim.
W 1765 Germain złamał reguły ustanowione przez gildię złotników, które zabraniały współpracy z kimkolwiek poza jej członkami. Tymczasem Germain zawarł umowę z bankierami, którzy mieli zapewnić mu płynność finansową w okresach, kiedy czekał na płatności od swoich klientów. Gildia doprowadziła go do bankructwa, co spowodowało pozbawienie go tytuły dostawcy dworu. Zmarł w nędzy i zapomnieniu w 1791 roku.

## Dzieła
Wiele przedmiotów wykonanych przez warsztat Germaina można dzisiaj oglądać w muzeach w USA (Metropolitan Museum of Art, J. Paul Getty Museum), Portugalii (Muzeum Calouste Gulbenkiana, Museu Nacional de Arte Antiga), Francji i Rosji.
Na aukcjach srebra wykonane przez Francois-Thomasa Germaina, jego ojca i dziadka pojawiają się rzadko i osiągają zawrotne ceny. W 1996 roku na aukcji Sotheby’s części z serwisu paryskiego z 1757 roku osiągnęły cenę od 80 tys. do 500 tys. dolarów. W 2004 roku na aukcji Sotheby’s w Nowym Jorku sprzedano za 4 miliony dolarów słynne srebrne surtout (element dekoracyjny wykonywany ze srebra, porcelany, emalii lub kości słoniowej, stawiany w centralnej części stołu) z 1754 roku, przedstawiające scenę pościgu. Wykonane je na zlecenie książę Meklemburgii Christiana Ludwiga II. Przez wiele lat uważane było za zaginione i znane jedynie z XVIII-wiecznych źródeł. Przedmiot został odkryty po 250 latach w doskonałym stanie. Obecnie znajduje się w J. Paul Getty Museum w Los Angeles.